# Domus des Coiedii

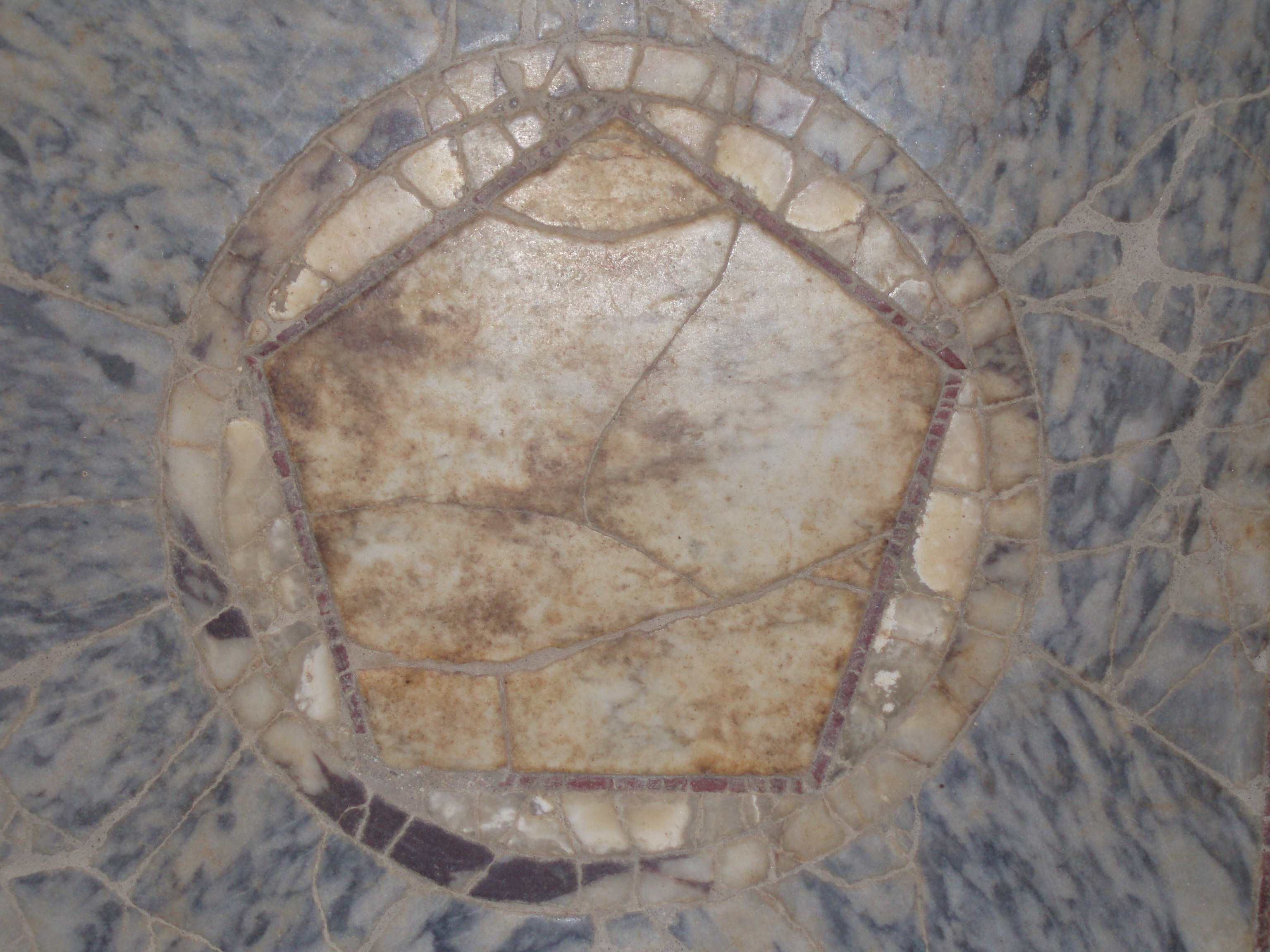
Détail de lopus sectile qui décore le triclinium de la Domus dei Coiedii.

La Domus dei Coiedii est une domus (maison privée) datant de la Rome antique  qui fait partie du parc archéologique de la ville romaine de Suasa, située sur le territoire de l'actuelle commune de Castelleone di Suasa (Province d'Ancône).

## Histoire
Sa découverte remonte aux fouilles archéologiques réalisées par le département d’Archéologie de l’université de Bologne, entre 1987 et les années 1990. Les fouilles et les études ont permis de reconstituer l’évolution architecturale de l’antique domus.

## Première phase
Une première domus fut édifiée au Ier siècle av. J.-C. Des traces en subsistent dans la partie de la configuration actuelle qui se calque sur l'initiale : des fouilles ont mis au jour des fondations, des murs et des pavages datant du Ier siècle av. J.-C. se trouvant à environ 50 cm sous le niveau actuel du sol.
La domus occupait 10 mètres de façade sur la rue principale de la cité, le cardo maximus, et avait une profondeur d'environ 30 m. Elle avait la structure typique de la domus « standard », avec deux pièces des deux côtés de l’entrée en deux parties (vestibulum et fauces - vestibule et couloir) par laquelle on entrait dans l’atrium de type toscan, avec un toit ouvert (compluvium) soutenu par des poutres en bois fixées aux murs et avec le bassin (impluvium) pour recueillir l’eau de pluie et dont il reste la sous-fondation constituée par les galets du fleuve, les puits pour la décantation de l’eau et la canalisation d'évacuation.
Les différentes pièces s'ouvrent sur l'atrium, ce qui leur permet de bénéficier de sa lumière naturelle. On peut reconnaître deux chambres à coucher cubicula pavées d’une mosaïque en tesselles de calcaire blanc et rose, le laraire ou lararium, l'endroit où se trouvaient les Lares avec sa fonction religieuse et son rôle de mémoire familiale, pavé d'une mosaïque blanche encadrée de noir et avec un seuil décoré d’une mosaïque avec des étoiles à quatre branches et une fresque du troisième style pompéien, et enfin les alae (alcôves latérales) avec un revêtement de sol en mortier au tuileau rouge avec des insertions de pierres colorées, sur lequel se superposera dans la seconde phase une mosaïque blanche.
En suivant l’axe de la maison, on accède de l’atrium au tablinum : on y trouve la première mosaïque figurative de la domus, la « mosaïque du satyre ivre  ». Du tablinium, on passe à la partie arrière de la maison : l'hortus, petit espace vert domestique.
La maison ainsi construite est habitée depuis sa construction au Ier siècle av. J.-C. jusqu’à son réaménagement au début du IIe siècle de notre ère. Durant cette période, la maison était déjà la propriété de la famille des Coiedii.

## Ladomuset lagens Coiedia
La gens Coiedia est attestée par trois inscriptions : la première retrouvée au XIXe siècle en un site qui n’est pas mieux précisé que la zone urbaine de Suasa et consignée par Theodor Mommsen qui l’a transcrite dans le C.I.L. XI, 6163. Elle rapporte le cursus honorum de Lucius Coiedius Candidus, qui vécut au Ier siècle sous le règne de Claude, sénateur romain, tribun militaire de la Legio VIII Augusta et questeur du trésor public du Temple de Saturne. Cette inscription commémorative est un honneur que la municipalité de Suasa dédiait à cet illustre personnage et était affichée dans un lieu public, probablement le forum de la ville.
Un fragment d’une copie privée de cette inscription qui fut conservée par la famille des Coiedii dans leur habitation a été retrouvé en 1992 à l’intérieur de la maison, dans la piscina natatoria, et a permis de faire le lien entre la luxueuse habitation et l’histoire de ce personnage et de sa famille.
Une troisième inscription retrouvée en 1971 à Banasa, (Maroc) enregistrée comme la Tabula Banasitana (C.I.L. AE 1971, 534) témoigne de l’existence d’un certain Coiedius Maximus, gouverneur de la Maurétanie Tingitane. L'importance de l’inscription réside dans sa datation de 168/169. Elle témoigne de la durée de la puissance de la famille des Coiedii qui, au début du IIe siècle, avait effectué un agrandissement de sa demeure de Suasa.

## Seconde phase

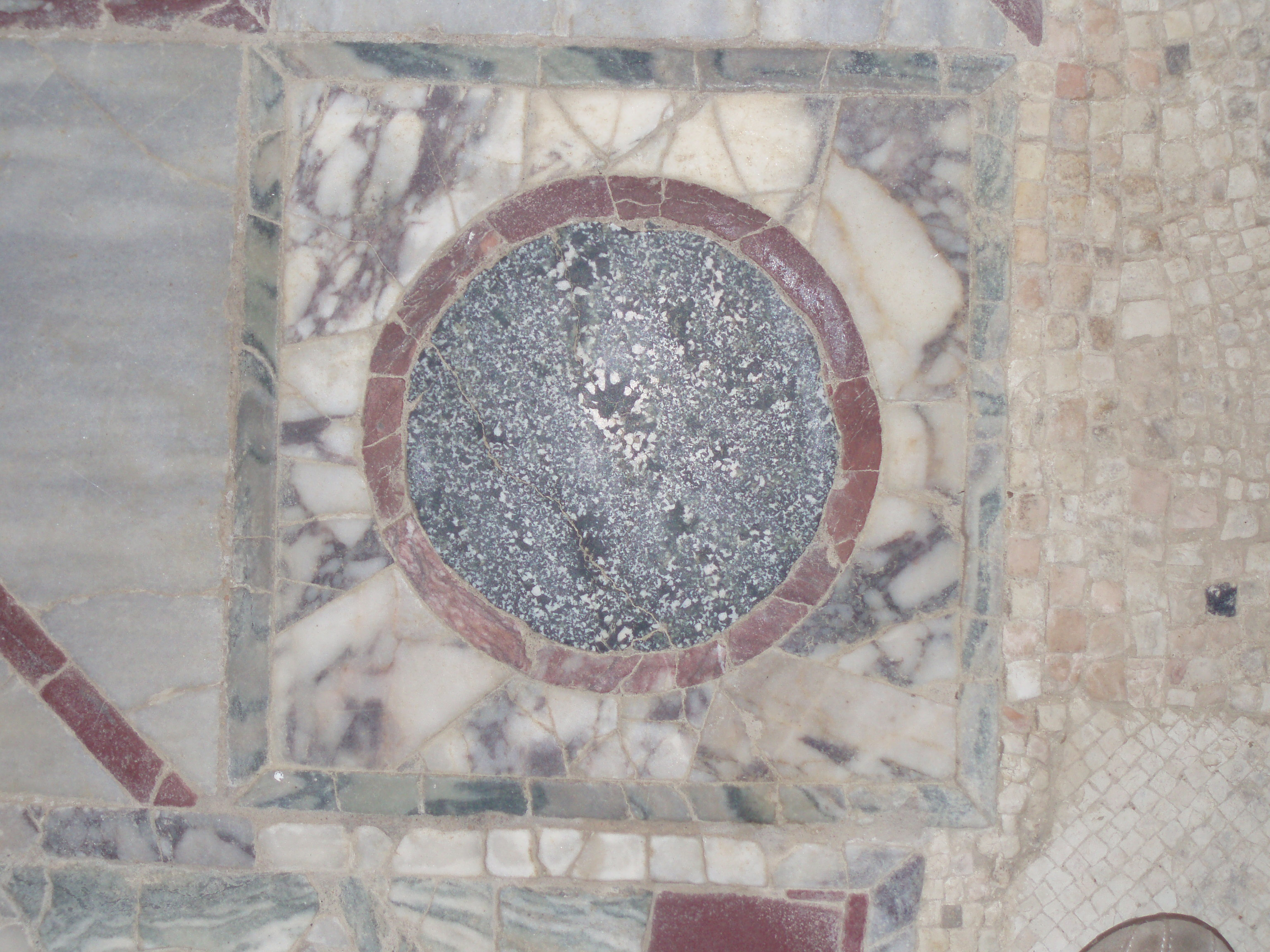
Détail de lopus sectile qui décore le triclinium.

Dans les premières décennies du IIe siècle, vers 120/140, la famille des Coiedii décide d’agrandir sa demeure aux dépens des maisons voisines qui sont achetées et rasées. La domus est restructurée et agrandie (35 × 105 m, environ 3 500 m2).
Tandis que le plan de la demeure d'origine (également concerné par les réfections des sols) reste inchangé, se calquant sur l'agencement du Ier siècle, les pièces situées sur les autres domus sont construites selon un nouveau projet d’ensemble tenant compte des nouvelles dimensions de la domus et ignorant les vieilles domus, à présent démolies.
C’est au cours de cette phase que sont réalisés l’essentiel des mosaïques et les cycles picturaux de fresques qui embellissent la maison.
L’hortus est remplacé par un nouvel atrium tétrastyle plus grand (avec le compluvium soutenu par quatre colonnes) qui est décentré latéralement pour tenir compte du nouvel axe de la domus. Sur l’atrium tétrastyle s’ouvrent deux pièces d’apparat, pavées de mosaïques (mosaïque des acanthes et mosaïque aux caissons).
Au centre de symétrie du plan de la domus se place l’oecus à triclinium, salle de banquet, qui devient la pièce la plus importante. Le dallage comporte un vaste cadre de mosaïque au centre duquel se trouve un opus sectile rectangulaire, c'est-à-dire un dallage de pierres découpées et marquetées. Ces revêtements étaient réservés aux lieux publics ou privés prestigieux, car cette technique était la plus coûteuse connue. Pour réaliser ces opus sectile, on utilisa 16 types différents de pierres (porphyre, cipolin, portasanta, porphyre vert antique, rouge antique, violacé, jaune antique, beige antique, brèche corallienne) : ces pierres furent découpées sur le site et assemblées sur place. La décoration, géométrique, présente une recherche de symétrie jamais parfaite, rompue ou bien par l’emploi de pierres différentes, ou bien par des petites variations de forme. 
Au pied du mur est se trouve un tapis en mosaïque blanche où ont été représentés des symboles de gladiature (une lance, une baguette, un poignard, une palme, une protection d’avant-bras et un bouclier ou une roue). La présence de ces symboles a fait supposer qu'ils étaient là pour mettre en valeur, devant les invités des banquets, l’activité de promotion ou d’organisation de jeux de gladiateurs dans l’amphithéâtre voisin de Suasa que les Coiedii pouvaient avoir favorisée.
Le triclinium était décoré de fresques de couleur rouge et communiquait par quatre portes avec deux couloirs latéraux ; une cinquième porte centrale donnait accès au couloir du péristyle.
Celui-ci formait un jardin très étendu, bordé par trois ailes dont les pièces s’ouvraient sur un portique et qui occupaient environ la moitié de la surface de la domus. Dans l’aile sud, partiellement fouillée, on a trouvé trois salles qui étaient fréquentées en été : en effet, on a constaté que le niveau de circulation est abaissé d’un mètre par rapport aux autres pièces et donc que les pièces qui s’ouvraient sur le jardin étaient à l’époque partiellement enterrées pour les garder fraîches plus facilement. Ces pièces comportaient des pavages en mosaïque (mosaïque avec des cœurs et des boucliers, mosaïque des cercles enlacés, mosaïque polychrome du péristyle) et  y ont été récupérés des fragments conséquents de fresques du troisième style pompéien peintes au début du IIe siècle.
Dans la partie centrale du jardin, se trouvait une petite piscine semi circulaire proche du triclinium et symétriquement trois pièces qui servaient probablement de petits thermes privés.
L'aile Nord est restée active après le IVe siècle selon les installations au-dessus des pièces, d’abord par un quartier productif, ultérieurement par deux petits sépulcres, avec des tombes modestes et sans mobilier funéraire, datables du Ve siècle, période durant laquelle la cité fut partiellement abandonnée.
Entre le triclinium et l’aile sud du péristyle du IIe siècle, a été dégagée une zone d’habitation homogène, peut-être destinée à un nouveau noyau familial qui se serait formé, caractérisé par la couleur rose des mosaïques. Cette zone se compose de trois pièces : une dieta, c’est-à-dire une salle à manger pavée de la « mosaïque de Méduse », et deux cubicula (chambres à coucher) pavées de mosaïques à thème érotique, la première dite « mosaïque d’Éros et Pan » et la seconde « mosaïque de Léda et le cygne ». Les parois étaient décorées de fresques qui ont été retrouvées effondrées. Actuellement sont conservées et restaurées au Musée civique archéologique de la cité romaine de Suasa - Alvaro Casagrande, la fresque d’« Athéna et l'invention de la flûte » qui s’insérait probablement dans un cycle de fresques dédiées aux Muses.
À l’ouest de ce secteur, on rencontre un petit quartier de thermes privés inclus dans l’habitation. Ils comportent une piscina natatoria, le praefurnium (pièce de chauffe) dans laquelle chauffait l’eau de la piscine et qui produisait la vapeur qu’on faisait circuler par les suspensurae dans les vides du sous-sol et dans les parois du caldarium (équivalent du sauna), qui est pavé d’une mosaïque avec un cadre en tresse à double tête et qui a un « emblème » polychrome au motif marin (poulpe et poissons) au centre d’un motif en « cercles enlacés ».

## Troisième phase
À partir du IIe siècle, plusieurs interventions modifient en partie la domus.
En particulier, fut construite la « pièce S », une pièce de 10 × 10 m environ, surélevée d’un mètre par rapport au reste de la maison. On en pouvait y accéder que depuis la rue (cardo maximus) par un petit escalier. On ignore le rôle de cette pièce, mais on a émis l’hypothèse qu’il pouvait s’agir d’un local d’assemblée ou de réunion, peut-être le siège d’un collège (collegium) citadin. La pièce est pavée d’une grande mosaïque polychrome, dite  « mosaïque des Tritons et des Néréides », montrant, dans deux tableaux distincts, un couple de dauphins imbriqués et un poulpe, et quatre couples de Tritons et de Néréides
On fait aussi remonter à la troisième phase quelques interventions de restauration/réparation réalisées vers le IIe siècle par les Romains pour remettre en état quelques dallages (la mosaïque aux caissons et la mosaïque de l’acanthe). En outre on signale diverses rebouchages et réfections des revêtements de sol dans quelques pièces de service adjacentes à la rue.

## Abandon et oubli
La domus, comme toute la cité romaine de Suasa, se dépeupla progressivement entre les IIe et VIe siècles. La guerre gréco-gothique (535-553) provoqua l’abandon définitif de la cité romaine qui, étant sise dans un fond de vallée, n’était pas défendable militairement. La population se dispersa et s’installa sur les hauteurs alentour en fortifiant les fermes romaines.
La domus fut abandonnée comme le reste de la ville et devint une carrière de matériaux où chacun prélevait. Des traces de fréquentation tardive furent trouvées dans les pièces adjacentes à la rue. C’est là qu’ont été découvertes une tête d’Auguste et une statue acéphale, ainsi que d’autres matériaux étrangers au contexte de l’habitation, provenant d’autres édifices de la cité et abandonnés dans ces pièces qui servaient de décharge.
Tandis que la route demeurait toujours en usage, la domus tomba en ruines et fut recouverte d’abord par la végétation, puis par une couche de terre apportée par les pluies qui délavaient la colline en surplomb. Ainsi, en quelques décennies, les ruines de la cité et de la domus furent progressivement ensevelies par une couche de terre argileuse qui les préserva durant les siècles qui suivirent.

## De nos jours
Après des siècles d’oubli, la domus a été remise au jour par une série de campagnes de fouilles dirigées par l'université de Bologne et encore en cours dans la zone du jardin. Du 11 au 29 septembre 1989, les mosaïques et l'opus sectile de la domus furent l’objet d’un chantier didactique de l'Institut Central de  Restauration. Il permit la consolidation et la restauration de ces revêtements. Le 24 juin 2000, la domus a été ouverte au public. Elle est le fleuron du Parc archéologique de la cité romaine de Suasa.
Il reste à effectuer des fouilles sur une petite partie du jardin et sur la façade de la domus sur le cardo maximus, enseveli par la voirie moderne et ne pouvant être mis au jour qu’avec une déviation de la circulation.

## Les mosaïques
- Mosaïque du Satyre ivre
- Mosaïque de l'acanthe

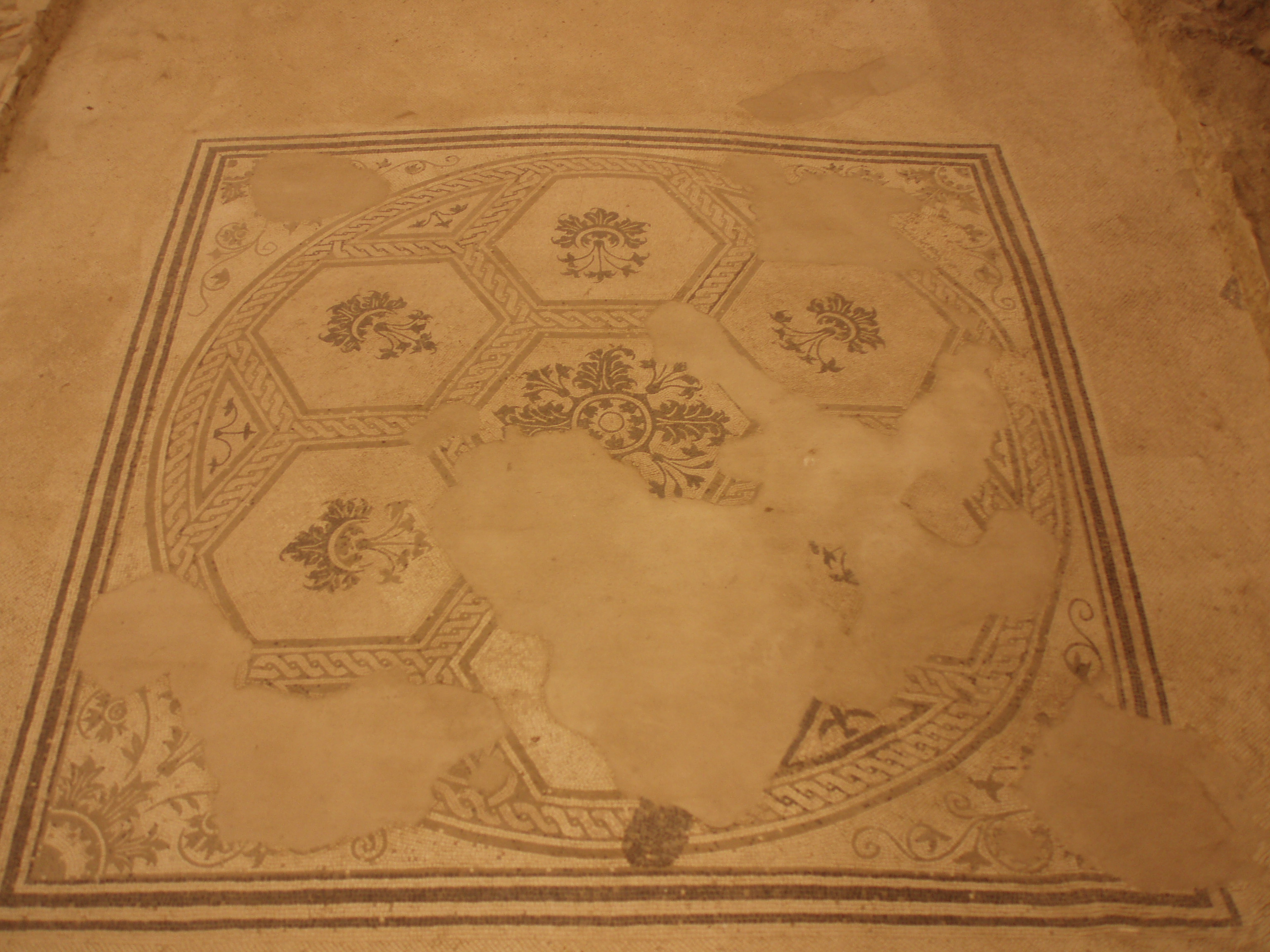
Mosaïque de l’Acanthe

- Mosaïque à caissons : la mosaïque à caissons est largement utilisée. Elle est constituée d'un fond blanc sur lequel plusieurs carrés de tesselles noires sont délimités par des ourlets doubles ou triples de tesselles blanches et noires. La répétition des caissons forme une sorte de grille.
- Mosaïque avec des cœurs et des boucliers
- Mosaïque des cercles enlacés
- Mosaïque polychrome du péristyle
- Mosaïque de Méduse
- Mosaïque de Léda et du cygne
- Mosaïque d’Eros et de Pan
- Mosaïque du caldarium
- Mosaïque des Tritons et des Néréides

## Galerie

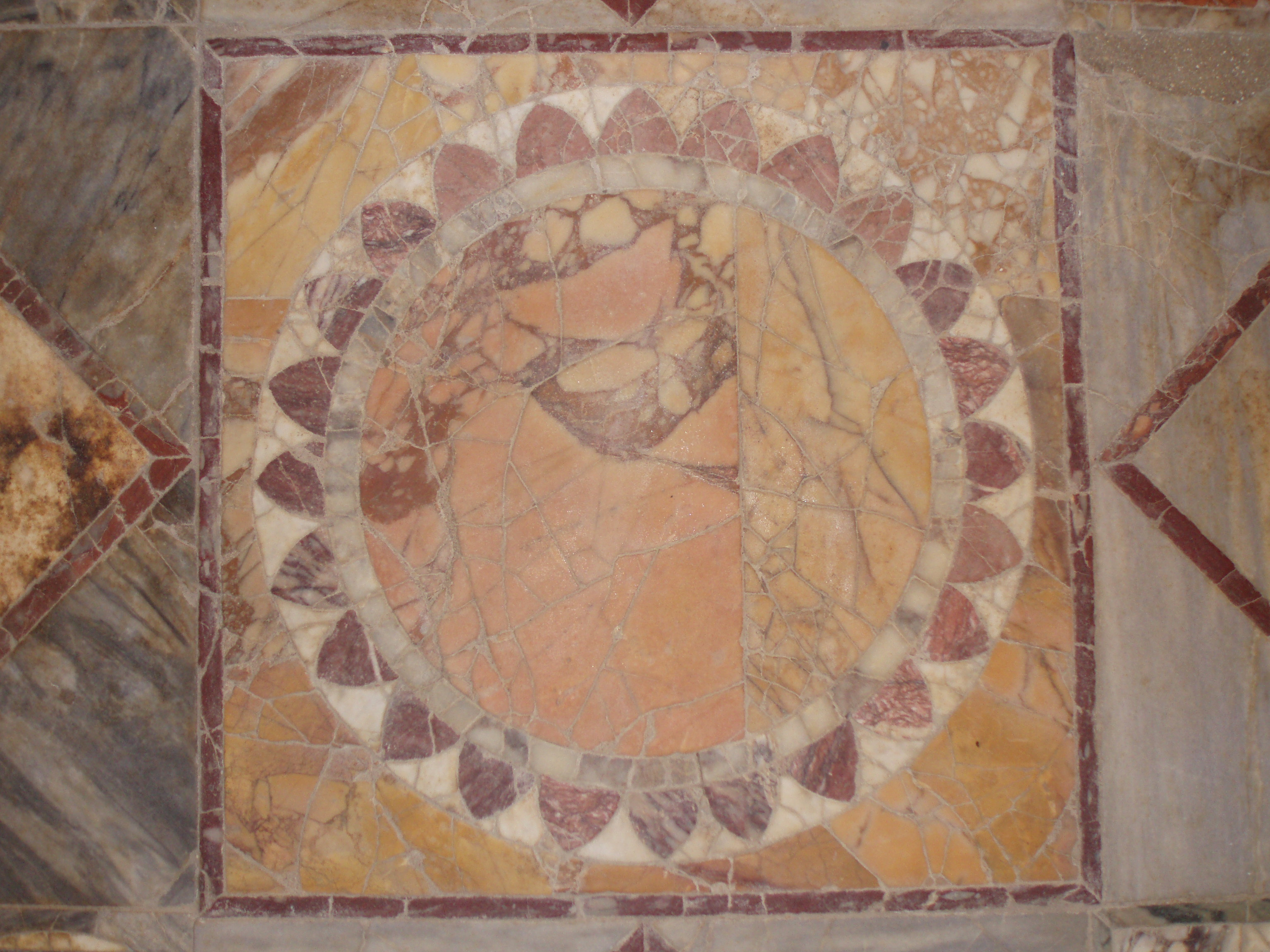
Opus sectile, détail 3
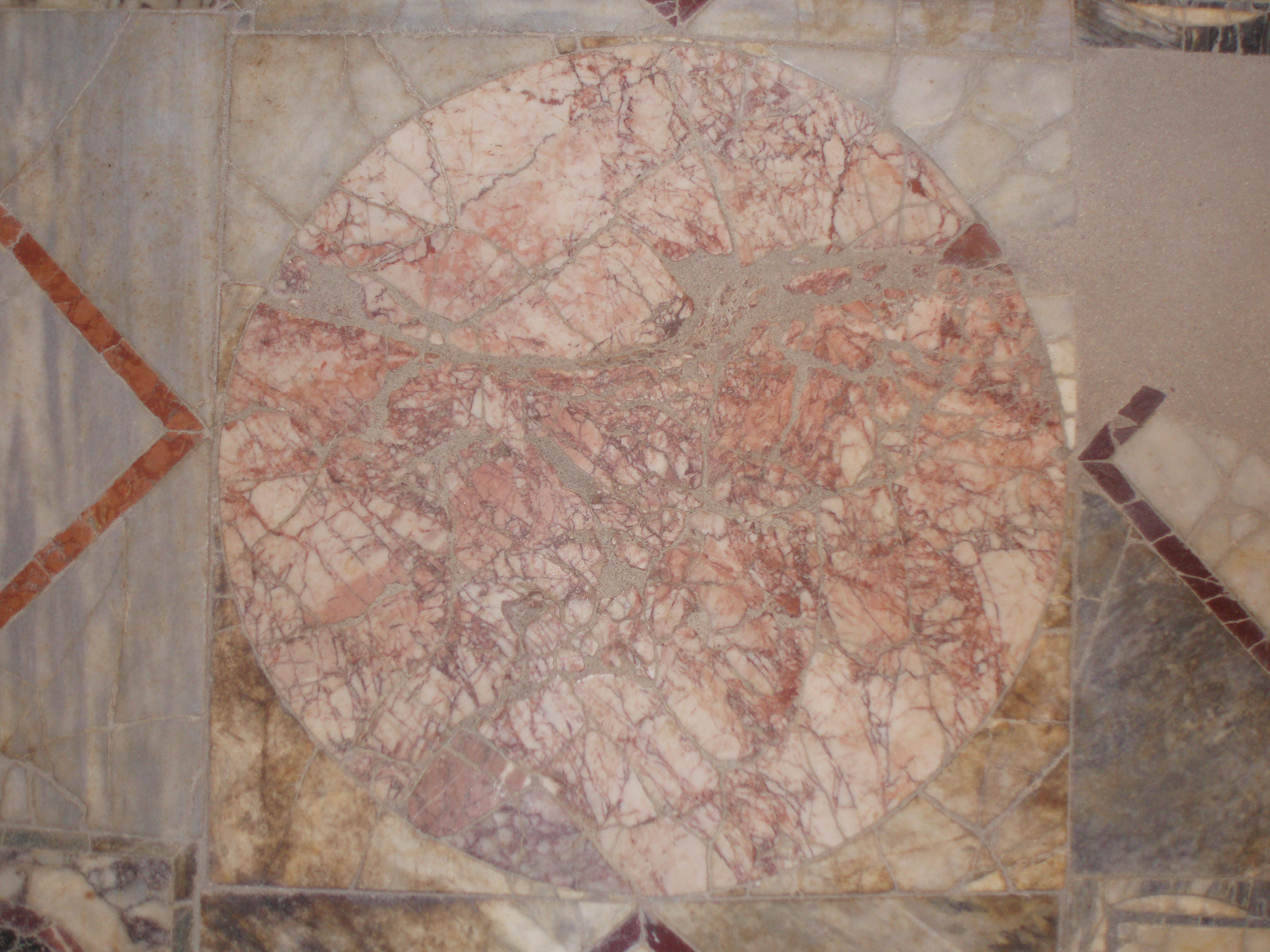
Opus sectile, détail 4